# Emilia della Gherardesca
Emilia della Gherardesca (Pisa, ... – Mantova, 1349) è stata una nobile italiana.

## Biografia
Nata a Pisa nella primavera 1328.
Era figlia di Bonifazio Novello della Gherardesca (1298-1341), signore di Pisa e di Bertecca Castracane sposata nel 1327
Sposò in seconde nozze Ugolino Gonzaga, co-signore di Mantova, rimasto vedovo nel 1340 di Verde della Scala.
Morì a Mantova nel 1349 e venne sepolta nella Cattedrale di San Pietro.

## Discendenza
Ugolino ed Emilia ebbero una figlia:
- Teodora (?-1365), sposò Federico II da Montefeltro, conte di Urbino